# Lemmings Paintball
Lemmings Paintball è un videogioco sviluppato da Visual Sciences su concessione Psygnosis e basato sui personaggi del videogioco Lemmings. Il videogioco è stato sviluppato del 1996.
A differenza degli altri videogiochi sui Lemmings, Paintball non utilizza la solita visuale bidimensionale a scorrimento ma una visuale isometrica. Il gameplay è molto differente da quello di Lemmings, il giocatore deve affrontare nemici ed eliminarli tramite le armi che si trovano nello scenario. I livelli contengono vari enigmi, incluse piattaforme mobili, catapulte e trampolini.